# Fridtjof Sæther Tischendorf
Fridtjof Sæther "Fridge" Tischendorf (født 29. marts 1997) er en norsk snowboarder. 
Han vandt guld i kategorien Knuckle Huck til X Games Aspen 2019. Til X Games Aspen 2022 endte han igen på podiet, da han fik sølv i Knuckle Huck.
Fridge er kendt for sin kreative stil og for, at han altid kører med rygsæk.